# Nola cicatricalis
Nola cicatricalis is een nachtvlinder uit de familie van de visstaartjes (Nolidae). 
De wetenschappelijke naam van de soort is voor het eerst geldig gepubliceerd door Treitschke in 1835.
De soort komt voor in Europa.